# Loelav

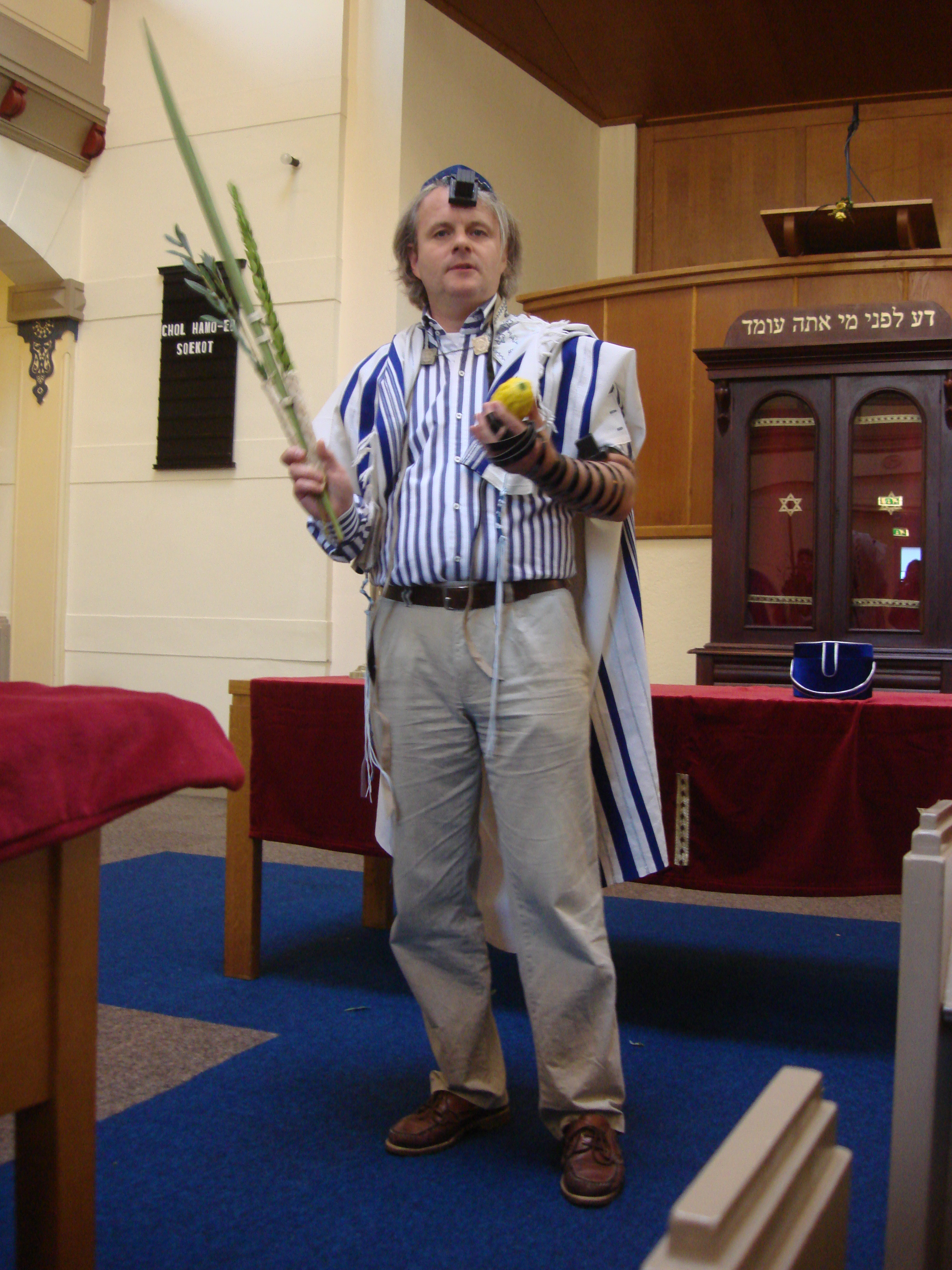
Uitleg over loelav en etrog in de Grote Synagoge van Deventer.

De loelav is een ornament dat in de joodse cultuur en religie wordt gebruikt tijdens het loofhuttenfeest. De loelav is enerzijds de benaming van een bundeling van een palmtak, drie mirte takjes en twee wilgentakjes. Tezamen met de etrog (een soort citroen) vormt het één geheel. Anderzijds is Loelav ook de palmtak zelf (als onderdeel van de loelav als bundeling). Gedurende de zeven dagen van het Loofhuttenfeest of Soekot wordt de loelav mee naar de synagoge genomen, waar, onder het reciteren van het Halleel (Psalm 113-118) met de bundel in de vier windrichtingen gezwaaid wordt en naar beneden in de richting van de aarde en naar boven naar de ‘hemel,’ om 'vreugde te bedrijven voor de Eeuwige, zeven dagen lang' (Lev. 23:40-41).